# Hawaje, Oslo
Hawaje, Oslo (oryg. Hawaii, Oslo) – norwesko-duńsko-szwedzki dramat filmowy z 2004 roku w reżyserii Erika Poppe. Zdjęcia kręcono w Oslo
Film został nagrodzony nagrodą Amanda za najlepszy film i najlepszy scenariusz. Obraz został zgłoszony jako oficjalny norweski kandydat do nagrody Amerykańskiej Akademii Filmowej w kategorii najlepszego filmu nieanglojęzycznego, ale ostatecznie nie uzyskał nominacji.